# Matěj Pavlovič
Matěj Pavlovič (7. března 1915 Vlkonice – 20. dubna 1941 Le Touquet-Paris-Plage) byl český stíhací pilot, příslušník Royal Air Force a oběť druhé světové války.

## Život

### Před druhou světovou válkou
Matěj Pavlovič se narodil 7. března 1915 ve Vlkonicích na Klatovsku v rodině rolníka Antonína Pavloviče. V Sušici se vyučil strojním zámečníkem. Na výzvu prezidenta republiky Edvarda Beneše se přihlásil do klatovského aeroklubu, kde absolvoval své první lety. Po nástupu na prezenční vojenskou službu v roce 1938 sloužil u vojenského letectva v Hradci Králové, kde prodělal další výcvik.

### Druhá světová válka
Po německé okupaci v březnu 1939 opustil Matěj Pavlovič ilegálně Protektorát Čechy a Morava a přešel do Polska, kde vstoupil do tamního vojenského letectva, v rámci kterého působil na základně v Puławech. Po napadení Polska nacistickým Německem se zúčastnil bombardování nepřátelských jednotek, za což byl vyznamenán. Po jeho pádu se přes Rumunsko přesunul do Francie, po jejím pádu v roce 1940 pak do Spojeného království. Zde vstoupil do Royal Air Force a byl zařazen do 303. polské stíhací perutě, kde dosáhl sedmnácti sestřelů a stal se tak jejím nejúspěšnějším pilotem. Ve 303. peruti byl členem tzv. Čtyřlístku československých pilotů, kam patřili ještě Josef František, Vilém Košař a Josef Balejka. Dne 20. dubna 1941 byl při operačním letu nad Francii ve svém stroji Supermarine Spitfire Mk. IIa P7859 RF-V sestřelen u Le Touquet-Paris-Plage německým pilotem Hermannem-Friedrichem Joppienem létajícím na typu Messerschmitt Bf 109. Pavlovičův letoun byl nalezen zničený na mořském pobřeží. Dosáhl hodnosti četaře. Pohřben je na vojenském hřbitově v Boulogne-sur-Mer.

## Ocenění

### Vyznamenání
- 1939 Kříž za chrabrost (Polsko)

### Posmrtná ocenění
- Matěj Pavlovič byl v roce 1993 in memoriam povýšen do hodnosti plukovníka
- Matěji Pavlovičovi byl v roce 1994 v rodných Vlkonicích odhalen pomník, znovuodhalen po rekonstrukci byl v roce 2019[2]
- Matěji Pavlovičovi a ostatním letcům Českého čtyřlístku byla ve Vlkonicích v roce 2023 odhalena pamětní deska